# Kerry James Marshall
Kerry James Marshall, (Birmingham, Alabama, 1955) és un artista nord-americà considerat un dels més rellevants de la seva generació. La seva obra es caracteritza per una intensa revisió dels ideals de l'estètica occidental que han definit la història canònica de l'art. L'autor incideix en l'absència del subjecte negre en el cànon iconogràfic occidental, i planteja una reflexió sobre la invisibilitat en les representacions artístiques dels col·lectius marginals. Durant la seva joventut, l'artista va viure les revoltes socials i els moviments dels drets civils que van tenir lloc als anys 60 i 70 als Estats Units. Aquestes impressions primerenques i la seva intuïció sobre la mancança en el banc d'imatges del subjecte negre en la història de l'art van anar consolidant la idea que acabaria constituint el principi fonamental a partir del qual flueix tota la seva obra, és a dir, iniciar una reflexió sobre la identitat −nacional, de gènere i, sobretot, racial− en la representació artística occidental amb l'objectiu de contextualitzar l'experiència afroamericana en la situació sociopolítica actual. Com el mateix Marshall explica:

## Biografia
Va néixer a Birmingham, a Alabama, el 17 d'octubre de 1955. Era el segon fill de James Marshall, un treballador del servei postal, i d'Ora Dee Prentice Marshall, una compositora i empresària, tots dos de Birmingham. La família de Marshall es va mudar a Los Angeles l'any 1963, on van viure al projecte d'habitatges públics Nickerson Gardens, a Watts, abans d'establir-se a South Central, Los Angeles.
Posteriorment, un professor d'art de l'escola de secundària George Washington Carver va dur Marshall a conèixer el Los Angeles County Museum of Art i a una classe especial d'estiu de dibuix impartida per George De Groat a l'Otis Art Institute. Va ser allà on Marshall va conèixer el llibre Images of Dignity: The Drawings of Charles White. Els dibuixos de White, que representaven afroamericans, amb riquesa estètica i altament carregats d'emoció, van dur Marshall a voler reflectir les seves experiències en l'art 
Durant l'últim any a l'escola secundària, Marshall va assistir a les classes de dibuix de Charles White amb models del natural a l'Otis. Aquest artista va romandre com un mentor influent sobre Marshall, qui va passar dos anys després de la graduació de l'escola secundària l'any 1973, treballant com a rentaplats i després per a una empresa de paviments. Tot el seu últim any a l'Otis va estar ocupat en la creació d'una sèrie de collages vagament basats en l'obra de Romare Bearden.
L'any 1980 Marshall va crear Portrait of the Artist as a Shadow of His Former Self, una pintura en què va unificar per complet el procés i el significat per primer cop. Aquesta obra assenyala el començament del seu estil en la representació icònica de personatges negres altament estilitzats i sobris, representats en pintura negra pura, amb característiques amb prou feines perceptibles, a excepció d'ulls blancs i dents brillants. Va seguir llavors una sèrie de pintures amb figures negres estilitzades.
La carrera professional de Marshall es va desenvolupar ràpidament: l'any 1985 va fer la seva primera exposició individual a la Koplin Gallery de Los Angeles; aquest mateix any va ser guardonat amb una beca de residència a l'Studio Museum de Harlem. Va empaquetar les seves possessions en una furgoneta Volkswagen, i va marxar amb la intenció de mudar-se a Nova York de forma permanent. No obstant això, a Nova York va conèixer a la seva futura esposa, l'actriu nascuda a Chicago Cheryl Lynn Bruce. Després de completar la residència i de treballar durant uns mesos per als impressors Chalk & Vermillion, l'any 1987 va seguir Bruce fins a Chicago. Es van casar a l'abril de 1989.
Des del seu primer apartament en solitari a Chicago, una habitació de 6 x 9 peus a l'YMCA de Chicago, es va traslladar amb Bruce a un apartament a Hyde Park. Aquest espai més gran va permetre a Marshall augmentar dramàticament l'escala de la seva obra. Les pintures narratives de gran escala van ser el centre d'una segona mostra a la galeria Koplin (1991) i la base de l'èxit de la seva sol·licitud pel National Endowment for the Arts (NEA) Visual Art Fellowship. Rebre el suport de la NEA va ser una fita en la seva carrera, que li va permetre establir el seu primer estudi professional fora de casa.
La pintura The Lost Boys (1993) va representar el seu següent període de creixement artístic. Marshall creu que va ser en aquesta obra que va aconseguir la bellesa exterior i la sofisticació compositiva per la qual havia estat lluitant. Amb aquest treball, va començar a pensar en sèries narratives majors, o en instal·lació, en comptes d'imatges individuals.
Com a artista professional, Marshall sempre ha tractat de crear obres que combinen l'estètica i la sociologia de la cultura popular afroamericana. Amb Rythm Mastr va unir amb destresa el món de la cultura popular i les belles arts. L'any 1999, vint-i-un anys després d'haver entrat en el programa, l'Otis va conferir un doctorat honorari a Marshall en reconeixement de la seva creativitat, dedicació i èxit.
A Europa, la seva obra es va començar a conèixer arran de documenta X, on va mostrar la sèrie The Garden Projects (1994-1995).

## Exposicions individuals
- 2014 - Kerry James Marshall. Pintura i altres coses  Fundació Tàpies, Barcelona
- 2012 - Kerry James Marshall: Who’s Afraid of Red, Black and Green Viena Secession, Viena
- 2010 - Kerry James Marshall, Vancouver Art Gallery, Columbia Britànica, Canadà;
- 2009 - Art in the Atrium, Museum of Modern Art, San Francisco
- 2005-2006 - Along the Way, Camden Arts Centre, Londres + itineràncies
- 2003 - Museum of Contemporary Art, Chicago. Itineràncies: Baltimore Museum of Art, Maryland; Birmingham Museum of Art, Alabama; Studio Museum in Harlem, Nova York
- 1998 - Kerry James Marshall: Mementos, The Renaissance Society, University of Chicago.[2]

## Presència a museus
Hi ha obra seva al Harvard Art Museum, Cambridge, Massachusetts; Los Angeles County Museum of Art, Los
Angeles, Califòrnia; Metropolitan Museum of Art, Nova York, Nova York; Museum of Contemporary Art, Chicago, Illinois; Museum of Modern Art, Nova York, Nova York; National Gallery of Art, Washington, D. C